# BBV Leipzig
Der Basketballverein Leipzig Eagles ist ein Basketballverein aus Leipzig. Er wurde im Jahr 2000 gegründet und zählt 200 zum großen Teil aktive Mitglieder. Die Damen der BBV Leipzig Eagles schafften gleich in der Gründungssaison 2001 den Sprung in die 2. Bundesliga Süd und gehörten seit 2003 dem Oberhaus des deutschen Damen-Basketballs an. Nachdem dort zweimal souverän der Klassenerhalt gesichert worden war, konnte in der Saison 2005/06 erstmals das Erreichen der Playoffs gefeiert werden. In der Saison 2006/07 wurde mit dem 6. Platz das bis dato beste Ergebnis erzielt. Aber der Verein hatte es nicht leicht in den vergangenen Jahren und so konnte in der Saison 2010/11 der Abstieg aus der ersten Bundesliga nicht verhindert werden. Derzeit ist das Damenteam in der Oberliga Sachsen aktiv.
Die 1. Männermannschaft der Eagles war von 2002 bis 2007 in der 2. Regionalliga erfolgreich, wurde in der Saison 2006/07 sogar Meister, nahm aber aufgrund von Umstrukturierungen im Verein das Aufstiegsrecht nicht war und startete den Neuanfang in der Oberliga Sachsen. 2011 gelang erneut der Aufstieg in die 2. Regionalliga.
Der Eagles-Nachwuchs hat in den vergangenen Jahren vor allem im weiblichen Bereich an Zuwachs gewonnen und große Fortschritte gemacht. Auch der männliche Bereich soll diesem Beispiel folgen und kontinuierlich ausgebaut werden, um in Zukunft in allen Jugendligen vertreten zu sein und um den Nachwuchs sukzessive in die Seniorenmannschaften zu integrieren.

## Damen-Mannschaft
Die Damen-Mannschaft spielt in der Oberliga Sachsen. Von 2003 bis 2011 spielte sie in der 1. Damen-Basketball-Bundesliga.

### Bundesliga-Kader 2009/10
| Nr. | Name                   | Nationalität           | im Verein seit | Position       | Geburtsdatum | Größe  |
| --- | ---------------------- | ---------------------- | -------------- | -------------- | ------------ | ------ |
| 22  | Carmen Guzman 2        | Vereinigte Staaten     | 2009           | Guard          | 16.07.1985   | 1,75 m |
| 21  | Katarina Flašarová     | Tschechien             | 2009           | Guard          | 14.04.1985   | 1,71 m |
| 5   | Tanja Maciej           | Deutschland            | Jugend         | Guard          | 26.04.1986   | 1,69 m |
| 24  | Georgina Tajkov        | Ungarn                 | 2009           | Forward        | 15.01.1986   | 1,84 m |
| 7   | Mara Hoefer            | Deutschland            | 2009           | Forward/Center | 16.10.1983   | 1,89 m |
| 9   | Tina Maciej            | Deutschland            | Jugend         | Guard          | 24.09.1981   | 1,72 m |
| 4   | Jenny van Doorn        | Deutschland            | 2009           | Guard          | 03.03.1990   | 1,68 m |
| 14  | Christine Grevenstette | Deutschland            | 2009           | Guard/Forward  | 19.11.1984   | 1,83 m |
| 11  | Anna Opel              | Deutschland            | Jugend         | Center/Forward | 01.04.1987   | 1,84 m |
| 12  | Katrin Rösner          | Deutschland            | Jugend         | Forward        | 15.10.1985   | 1,86 m |
| 8   | Šarūnė Jasiunskaitė 1  | Litauen                | 2009           | Forward/Center | 18.08.1988   | 1,88 m |
| 15  | Elena Diaz             | Kolumbien              | 2007           | Forward        | 18.04.1983   | 1,83 m |
| 42  | Barbora Homolová       | Tschechien Deutschland | 2009           | Center         | 27.05.1985   | 1,91 m |
| 8   | Amy Sanders            | Vereinigte Staaten     | 2009           | Guard/Forward  | 05.06.1983   | 1,80 m |

### Bundesliga-Kader 2008/09
| Nr. | Name                   | Nationalität       | im Verein seit | Position       | Geburtsdatum | Größe  |
| --- | ---------------------- | ------------------ | -------------- | -------------- | ------------ | ------ |
| 4   | Twiggy McIntyre 3      | Vereinigte Staaten |                | Guard          | 06.09.1984   | 1,65 m |
|     | Kyle DeHaven 3         | Vereinigte Staaten | 2008           | Guard          | 12.12.1984   | 1,75 m |
| 5   | Tanja Maciej           | Deutschland        | Jugend         | Guard          | 26.04.1986   | 1,69 m |
| 6   | Svetlana Odnovolenko 2 | Russland           |                | Forward        | 26.04.1987   | 1,88 m |
| 7   | Cornelia Janzon 4      | Deutschland        |                | Forward/Center | 16.07.1981   | 1,90 m |
| 8   | Tina Polke             | Deutschland        |                | Forward        | 23.11.1985   | 1,82 m |
| 9   | Annika Danckert        | Deutschland        |                | Forward        | 24.06.1981   | 1,82 m |
| 10  | Franka Ullrich         | Deutschland        |                | Guard/Forward  | 23.06.1989   | 1,79 m |
| 11  | Anna Opel              | Deutschland        | Jugend         | Center/Forward | 01.04.1987   | 1,84 m |
| 12  | Katrin Rösner          | Deutschland        | Jugend         | Forward        | 15.10.1985   | 1,86 m |
| 13  | Caroline Sterner       | Deutschland        |                | Guard          | 28.11.1983   | 1,75 m |
| 14  | Smiljana Grujic 1      | Serbien            |                | Guard/Forward  | 28.10.1987   | 1,81 m |
| 15  | Elena Diaz             | Kolumbien          |                | Forward        | 18.04.1983   | 1,83 m |
|     | Lucie Müllerová 3      | Tschechien         | November 2008  | Forward        | 06.07.1988   | 1,88 m |
|     | Bettina Bode 4         | Deutschland        | Dezember 2008  | Forward        |              | 1,93 m |

### Bundesliga-Kader 2007/08
| Nr. | Name                 | Nationalität       | im Verein seit | Position       | Geburtsdatum | Größe  |
| --- | -------------------- | ------------------ | -------------- | -------------- | ------------ | ------ |
| 5   | Tanja Maciej         | Deutschland        | Jugend         | Guard          | 26.04.1986   | 1,69 m |
| 6   | Svetlana Odnovolenko | Russland           |                | Forward        | 26.04.1987   | 1,88 m |
| 7   | Evelyn Arndt 3       | Deutschland        |                | Forward/Center | 30.12.1980   | 1,78 m |
| 9   | Eva Breuer 2         | Deutschland        |                | Guard/Forward  | 20.09.1980   | 1,78 m |
| 10  | Lenka Zimova 1       | Deutschland        |                | Guard/Forward  | 14.08.1983   | 1,96 m |
| 11  | Anna Opel            | Deutschland        | Jugend         | Center/Forward | 01.04.1987   | 1,84 m |
| 13  | Barbora Kollarová    | Slowakei           |                | Guard          | 12.02.1986   | 1,66 m |
| 15  | Elena Diaz           | Kolumbien          |                | Forward        | 18.04.1983   | 1,83 m |
| 21  | Katarina Flašarová   | Tschechien         | 2006           | Guard          | 14.04.1985   | 1,70 m |
| 22  | Shantee Releford 3   | Vereinigte Staaten |                | Forward        | 16.06.1984   | 1,83 m |
| 24  | Anna Adlerová        | Tschechien         | 2006           | Guard/Forward  | 24.07.1985   | 1,81 m |
| 32  | Joanna Semerda       | Polen              |                | Guard/Forward  | 23.05.1982   | 1,73 m |
|     | Da’Love Woods 4      | Vereinigte Staaten |                | Guard          | 07.09.1982   | 1,65 m |

```
Ritz Ingram     Cheftrainer                     USA  seit 14. April 2008
Nándor Kovács   Cheftrainer     29.11.1980      GER  vom 28. Dezember 2007 bis  14. April 2008
René Zoller Cheftrainer 06.08.1978 GER  bis 28. Dezember 2007
René Zoller Co-Trainer 06.08.1978 GER  seit 28. Dezember 2007
Nàndor Kovàcs Co-Trainer 29.11.1980 GER  bis 28. Dezember 2007

```

### Bundesliga-Kader 2006/07
| Nr. | Name                  | Nationalität       | im Verein seit | Position       | Geburtsdatum | Größe  |
| --- | --------------------- | ------------------ | -------------- | -------------- | ------------ | ------ |
| 4   | Anna Adlerová         | Tschechien         | 2006           | Guard/Forward  | 24.07.1985   | 1,81 m |
| 6   | Susanne Harlfinger    | Deutschland        |                | Forward/Center | 28.02.1985   | 1,77 m |
| 7   | Katarina Flašarová    | Tschechien         | 2006           | Guard          | 14.04.1985   | 1,70 m |
| 8   | Petra Manaková        | Tschechien         |                | Forward/Center | 19.05.1982   | 1,93 m |
| 10  | Andrea Krug           | Deutschland        |                | Forward/Center | 08.02.1984   | 1,85 m |
| 11  | Yvonne Schultz        | Deutschland        |                | Guard          | 19.03.1981   | 1,72 m |
| 12  | Sakellie Daniels      | Vereinigte Staaten |                | Guard          | 10.08.1984   | 1,70 m |
| 13  | Michaela Magerciaková | Slowakei           |                | Forward        | 28.09.1977   | 1,88 m |
| 14  | Daria Cybulak         | Polen              |                | Guard/Forward  | 28.09.1977   | 1,88 m |
| 15  | Lenka Vetrovcová      | Tschechien         |                | Center         | 18.05.1984   | 1,86 m |
| 16  | Katrin Rösner         | Deutschland        | Jugend         | Center         | 15.10.1985   | 1,86 m |

```
Carmen Nastor         Cheftrainerin     24.09.1973 ROM
Peter Maciej          Sportl. Leiter     07.01.1955 GER
Christian Markus  Physiotherapeut     02.06.1978 GER
Ahmed Belkacemi  Athletiktrainer     04.12.1970 GER

```

## Herren-Mannschaft
Die 1. Herren-Mannschaft spielt in der Landesliga Sachsen.